# Альберти (династия)
 Альберти (итал. Alberti ) — итальянский аристократический род, гибеллины.

## История
Первые упоминания о нем относятся к X веку, к временам маркиза Уго II Тосканского. Среди дворов, принадлежавших семье, был «Castrum Prati», который вскоре вместе с долиной Валь-ди-Бизенцио (ит.), где им принадлежала крепость Чербайя (ит.), контролировавшая «ломбардскую» дорогу в направлении Апеннинского перевала, стал главным центром семьи. В XI веке слияние района, где стоял замок, с близлежащим Борго-аль-Корнио привело к рождению города Прато: в тот же период семья получила, по императорской инвеституре, дворянский титул графов Прато.
В XII веке самой важной ветвью рода были графы Прато, которые завладели имуществом Кадолингов (ит.) благодаря браку Танкреди, известного как Нонтиджова, с вдовой Уго деи Кадолинги. Его брат Гоффредо был епископом Флоренции по крайней мере с 1114 по 1142 годы. Благодаря продуманным политическим и военным действиям, а также различным имперским уступкам, за несколько лет семья создала весьма обширное феодальное государство, которое, хотя и было довольно раздроблено, но простиралось от Болонских Апеннин до Мареммы, включая долины рек Бизенцио (ит.), Ньеволе (ит.) и Эльсы. В число этих владений входили такие места, как Вергато, Кастильоне-деи-Пеполи, Монгидоро, Вернио, Каленцано, Кампи-Бизенцио, Кастельфьорентино, Чертальдо, Монтелупо-Фьорентино, Колле-ди-Валь-д’Эльса, Гаворрано.
Затем семья разделилась на несколько ветвей с разными названиями в зависимости от различных феодальных владений — Альберти ди Вернио, графы Капрая, графы Мангона и т. д.
Целью семьи было создание города и государства, способных противостоять существовавшим реалиям (в частности, Флоренции, чьей экспансии на Запад они пытались противостоять). Однако их амбиции пришлось остановить в 1107 году во время войны, в которой семья столкнулась с Матильдой Каносской: город Прато был фактически осажден и разрушен войсками маркизы в союзе с войсками Пистойи, Флоренции и Лукки.
Альберто, сын Нонтиджовы, вынужденный смириться с потерей некоторых из самых ценных замков в пользу Флоренции, начал раздел земель между Арно и Эльсой с флорентийцами.
После этого эпизода Прато был провозглашён свободным муниципалитетом, а семья Альберти, сохранив свой первоначальный дворянский титул, отступила в долину Бизенцио, в район Болоньи и в Валь-д’Эльсу, приобретя феодальные владения в Гроссетанской Маремме неясным пока образом. В XII веке они сосредоточились в основном в Валь-д’Эльсе: здесь, начиная с 1182 года, они попытались повторить опыт Прато, основав центр своей власти в Семифонте. Но и здесь их плану не суждено было осуществиться: в 1202 году флорентийцам удалось захватить город, сравнять его с землей и запретить что-либо восстанавливать на этой земле.
Благодаря владениям в долине Валь-ди-Ньеволе семья Альберти вошла в контакт с Пизанской республикой: это позволило им распространить свою власть также на Сардинию, где в XIII веке они на короткий период получили контроль над джудикато Арбореа и правительством Кальяри.
Владения к северу от Прато постепенно распродавались: например, Вернио был продан флорентийской семье Барди, а Кастильоне — болонской семье Пеполи и т. д.; оставшиеся феодальные владения, разделенные между различными ветвями семьи, были проданы или включены в состав Флорентийской или Болонской территории, что сделало Альберти более бедными и бессильными противостоять новым зарождающимся гражданским властям.
Основные ветви рода пресеклись в первые десятилетия XIV века.